# Brooke Forde
Brooke Elizabeth Forde (Louisville (Kentucky), 4 maart 1999) is een Amerikaanse zwemster. Ze vertegenwoordigde haar vaderland op de Olympische Zomerspelen 2020 in Tokio.

## Carrière
Bij haar internationale debuut, op de Pan-Pacifische kampioenschappen zwemmen 2018 in Tokio, eindigde Forde als vierde op de 400 meter wisselslag en als elfde op de 200 meter wisselslag.
Op de wereldkampioenschappen zwemmen 2019 in Gwangju werd de Amerikaanse uitgeschakeld in de series van de 400 meter wisselslag. 
Tijdens de Olympische Zomerspelen van 2020 in Tokio zwom ze samen met Bella Sims, Paige Madden en Katie McLaughlin in de series van de 4×200 meter vrije slag, in de finale veroverden Madden en McLaughlin samen met Allison Schmitt en Katie Ledecky de zilveren medaille. Voor haar aandeel in de series werd Forde beloond met de zilveren medaille.

## Internationale toernooien
| Jaar | Olympische Spelen                              | WK langebaan                              | WK kortebaan                              | PanPacs                                   | Pan-Amerikaanse Spelen                    |
| ---- | ---------------------------------------------- | ----------------------------------------- | ----------------------------------------- | ----------------------------------------- | ----------------------------------------- |
| 2018 |                                                |                                           | geen deelname                             | 11e 200m wisselslag 4e 400m wisselslag    |                                           |
| 2019 |                                                | 9e 400m wisselslag                        |                                           |                                           | geen deelname                             |
| 2020 | Geen toernooien vanwege de coronapandemie      | Geen toernooien vanwege de coronapandemie | Geen toernooien vanwege de coronapandemie | Geen toernooien vanwege de coronapandemie | Geen toernooien vanwege de coronapandemie |
| 2021 | 4×200m vrije slag · Forde zwom enkel de series |                                           | 13-18 december                            |                                           |                                           |

## Persoonlijke records
Bijgewerkt tot en met 16 juni 2021
Kortebaan
| Afstand         | Tijd    | Datum           | Plaats   |
| --------------- | ------- | --------------- | -------- |
| 200m wisselslag | 2.09,05 | 29 oktober 2016 | Hongkong |
| 400m wisselslag | 4.29,66 | 30 oktober 2016 | Hongkong |

Langebaan
| Afstand         | Tijd    | Datum        | Plaats |
| --------------- | ------- | ------------ | ------ |
| 200m vrije slag | 1.57,61 | 16 juni 2021 | Omaha  |
| 200m wisselslag | 2.12,80 | 29 juli 2018 | Irvine |
| 400m wisselslag | 4.35,09 | 27 juli 2018 | Irvine |